# Umeå Energi Arena
Umeå Energi Arena, Sol, tidigare Gammliavallen och T3 Arena, invigdes 7 juni 1925 som Umeås huvudarena för fotboll, och är belägen nedanför friluftsområdet Gammlia i stadsdelen Haga.
Umeå Energi Arena är Umeås största fotbollsstadion, med en publikkapacitet på 6 000 åskådare. Publikrekordet på 12 127 personer är från 1996 då Umeå FC mötte IFK Göteborg i Allsvenskan, en match som slutade 1–1.
Från 2003 har underlaget varit konstgräs. Under 2009–2011 skedde en renovering och ombyggnad av arenan, löparbanorna togs bort sedan det beslutats om att bygga en ny friidrottsanläggning intill IKSU. Fotbollsplanen flyttades då närmare huvudläktaren samtidigt som den äldre läktaren, som flyttades till friidrottsanläggningen, ersattes av en ny träläktare. En mindre läktare byggdes även vid den nya innebandyhallen vid fotbollsplanens södra kortsida. Konstgräsplanen byttes ut till en som uppfyller tvåstjärnig status enligt Fifa. Detta innebär att planen är godkänd för spel i de europeiska klubblagsturneringarna.
Umeå Energi Arena är hemmaplan för bland andra Umeå IK:s lag i Elitettan och Umeå FC:s herrar i Division 1 Norra. Umeå fotbollsfestival har sin invigning på arenan och finalmatcherna i de äldre åldersklasserna spelas även här.
I slutet av juni 2011 meddelade kommunens arbetsutskott att man gett klartecken till att Umeå IK och Umeå FC får rätten att sälja arenanamnet. Den 28 juli 2011 meddelade telekomföretaget T3 att företaget blivit ny namnsponsor för arenan. Avtalet var på tre år och delägare i Samarbetsarenan i Umeå AB är Umeå IK och Umeå FC. I mitten av september 2011 fastställdes att Gammliavallen skulle heta T3 Arena.
I september 2015 tog Umeå Energi över som namnsponsor för hela området.